# Les Tournesols

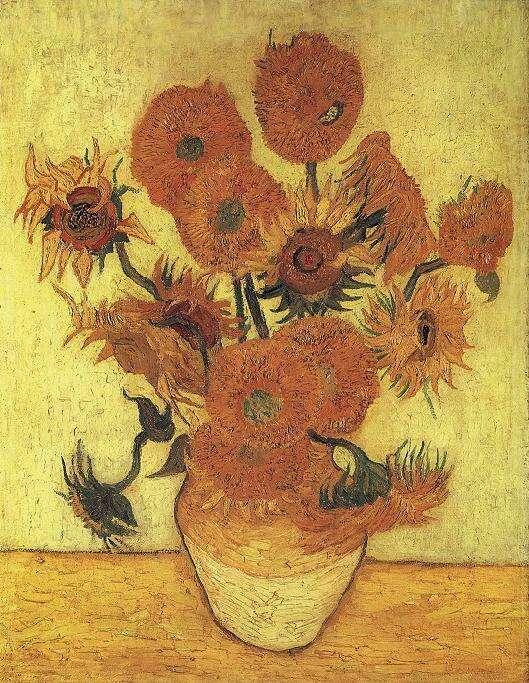
Van Gogh: Vaas met vijftien zonnebloemen (1889), Sompo Museum of Art, Tokio.

Les Tournesols (De Zonnebloemen) is een lied dat gezongen werd door Jean Ferrat. Het werd in november 1991 uitgebracht op het album Dans la jungle ou le zoo. 
Jean Ferrat voelde affiniteit met Vincent van Gogh. Hij had zelf ook ervaring met uitsluiting en censuur, want hij werd al in 1969 vanwege zijn politieke engagement door de media buiten- en uitgesloten in verband met zijn chanson Ma France.

## De titel
De titel van dit chanson De zonnebloemen verwijst naar de zeven beroemde schilderijen die Vincent van Gogh schilderde van zonnebloemen in een vaas. Deze schilderijen maakte hij in de periode 1888-1889, die hij in Arles in de Provence doorbracht. Eén van deze schilderijen is in particulier bezit; een ander schilderij is verloren gegaan in de Tweede Wereldoorlog; de overige vijf bevinden zich in musea over de hele wereld, in Amsterdam, Londen, München, Philadelphia en Tokio. Voorafgaand aan deze zeven schilderijen van zonnebloemen in een vaas maakte Van Gogh in maart 1887 in Parijs nog vijf andere schilderijen met zonnebloemen. Er waren dus in totaal twaalf schilderijen met zonnebloemen.

## Strekking van het lied
Tijdens zijn leven had Van Gogh geen succes en bleef zijn werk onbegrepen. Ferrat pakte dit op en beschreef in Les tournesols het uitblijven van succes voor Van Gogh tijdens zijn leven. Hij zette dit af tegen het enorme succes van Van Gogh na zijn dood. Als voorbeeld geeft Ferrat de extreme prijzen die bij veilingen voor Van Goghs schilderijen betaald worden. Ferrat noemt o.a. een veiling in maart 1987 van een van Van Goghs zonnebloemschilderijen, dat door een rijke Japanse verzekeringsmagnaat Yasuo Goto gekocht werd voor bijna 40 miljoen dollar. Dit schilderij bevindt zich nu in het Sompo Museum of Art in Tokio. In datzelfde jaar werd in New York een ander werk van Van Gogh, de Irissen, verkocht voor 53 miljoen dollar.
In Les Tournesols wordt Van Gogh beschreven als een trieste figuur die een moeilijk leven leidde, vergelijkbaar met sommige andere artiesten. Hij wordt een 'zwarte prins' genoemd, een zwerver, iemand die uit de maatschappij werd gestoten.
Ferrat valt vooral de vermarkting van de kunst aan, waarbij hij een vergelijking maakt tussen het ontbreken van succes tijdens het leven van Vincent van Gogh en de dweperij met Van Goghs werk na zijn dood. 
Te voila donc Eldorado
De la bourgeoisie triomphante
Te voila star au Top 50
Te voila branché comme il faut
C’est dans ta gueule hallucinante
Qu’ils ont placé leurs capitaux
Vertaald:
Nu ben je het Eldorado
Van de triomferende heersende klasse
Nu ben je de ster in de top 50
Nu pas je precies in de tijdgeest
In jouw verbazingwekkende snuit
Hebben ze hun kapitaal belegd
Deze kritiek geldt ook voor het Franse chanson. In een artikel dat verscheen in Le Monde diplomatique van mei 2004 benoemt Ferrat de rol van de muziekindustrie, met name de vijf grote multinationals, die een muziekwerk reduceren tot een stuk koopwaar. Jean Ferrat had zelf ook ervaren dat hij werd genegeerd door de radio en bepaalde televisiezenders, omdat hij politiek gezien te kritisch zou zijn.

## L’Homme à l’oreille coupée(De man met het afgesneden oor)
Ferrat had al eerder een chanson over Van Gogh gezongen met de titel L’Homme à l’oreille coupée (op het album La fête aux copains, Decca, 1962). In dit chanson verwees Ferrat naar een zelfportret van Van Gogh, dat hij had geschilderd nadat hij in 1888 in Arles zijn oor had afgesneden na een ruzie met Paul Gauguin. Dit chanson werd geschreven door het duo Senlis-Delécluse.